# Sziklavájó kagylók
A sziklavájó kagylók (Myoida) a kagylók osztályába tartozó egyik rend.

## Rendszerezés
A rendbe az alábbi 6 család tartozik:
- Gastrochaenidae
- ásókagylófélék (Hiatellidae)
- tátogókagyló-félék (Myidae)
- kosárkagylófélék (Corbulidae)
- fúrókagylófélék (Pholadidae)
- Teredinidae